# Sematophyllum serandii
Sematophyllum serandii là một loài Rêu trong họ Sematophyllaceae. Loài này được (Thér.) Broth. miêu tả khoa học đầu tiên năm 1925.